# Ksar El Barka
Ksar El Barka est une cité historique située dans la commune de Tamourt En aj (ex commune de Nbeika), à 60 km au nord du chef-lieu, Nbeika, au Tagant, au centre-sud de la Mauritanie.
Son architecture est caractéristique de la région avec ses épais murs de pierre recouverts de banco et ses niches cloisonnées.
C'est un site archéologique où subsistent quelques vestiges d'un ksar (village fortifié) fragilisés par les effets du temps et le pillage des hommes.

## Population
Lors du Recensement Général de la Population et de l'Habitat de 2013, la commune de Tamourt En-aj comptait plus de 20 700 habitants mais la localité alentour de la cité abandonnée en comptait moins d'une centaine.

## Histoire
Ksar el Barka fut fondé par les Kountas venus de Ouadane en 1690. Son fondateur, l'imam Taleb Sidmhamed Ben Bajed, n'appartenait pas pour autant aux premières générations Kountas venues au Tagant car le tombeau de son père Bajed, celui de son grand-père, Sidelemin et même celui de son arrière-grand-père, Sidi Haiballah, se trouvent tous au Tagant. Ce dernier est à Legbour, 24 km à l'ouest de Tijikja, mais le premier projet de sédentarisation des Kounta au Tagant fut incontestablement celui de Ksar El Barka.
Cette cité a été d'un apport appréciable pour le patrimoine historique et culturel du pays, à travers la diversité et le volume des manuscrits identifiés et répertoriés des ressortissants de cette cité presque oubliée. Ksar Elbarka occupe un site merveilleux, sur la rive nord de l'oued Labiod, cet affluent majeur du lac Guebbou, où convergent la quasi-totalité des eaux du Tagant, au cœur d'un riche site archéologique, entouré d'une multitude de sites néolithiques, de peintures rupestres et de terres agricoles qui faisaient jadis, avec les succulentes oasis aux portes du ksar, un levier essentiel du dynamisme économique de cette cité commerçante que les caravanes du grand Sahara connaissaient parfaitement.
Ksar El Barka fut surtout un centre de rayonnement culturel où poètes, savants et érudits nous ont légué des œuvres fabuleuses. Les prestigieuses Mahadras des Ehel Moulay Eli Ould Moulay Rchid, Ehel Chekh Ould Mmenny,Ehel Taleb Ebbat, Ehel Adoubba, Ehel Elghadhi, Ehel Khayne et bien d'autres y propageaient sagesses et savoirs. Mais la sanctuarisation définitive de Ksar El-Barka, fut surtout consacrée par la visite du grand chekh Sidel Moctar El Kounti, cette figure émérite et savant hors pair, illustre refondateur de la Voie Quadirya, venu de l'Azawad pour glorifier le ksar en 1753.
Les guerres tribales et les invasions successives, à partir de 1822, ont abouti aux destructions répétées de la cité, dont la dernière eut lieu en 1893. Chaque destruction fut immédiatement suivie par la reconstruction du ksar par ses habitants. En février 1905, les forces d'occupation coloniale sous les ordres du Délégué Général de l'Administration Coloniale Xavier Coppolani occupent ksar El-Barka, y construisent un embryon de fortification qui sera utilisé comme réservoir de céréales pour approvisionner les troupes françaises installées à Tijikja.
En 1914, l'Administration coloniale accède à un vieux désir du chef tribal de l'époque, Sid Mhammed Ould Sidahmed Ould Ahmed, de reconstruire la cité dont il vécut la dernière destruction. C'est ainsi que, dans un élan d'enthousiasme et d'entrain, la mosquée a été restaurée, une centaine d'habitations reconstruites (les photos aériennes des vestiges sur Google, permettent aisément de distinguer l'ampleur de la cité originelle par rapport à l'espace reconstruit) et plusieurs points d'eau créés pour irriguer les nombreuses palmeraies sur les rives de l'oued.
Mais cet effort, bientôt compromis par les exigences nouvelles, liées à l'introduction de nouveaux moyens de communication maritimes et terrestres, et l'apparition de nouvelles voies commerciales, ne fit pas long feu car la route des caravanes -comme les caravanes elles-mêmes- appartiendraient bientôt au passé, et se trouveraient supplantées par les routes coloniales et l'apparition du phénomène du navire et de l'automobile. La région du Ksar, progressivement, se vidait donc dans tous les sens, de ses habitants, dont une partie est venue se fixer à Nbeika, dès la fin des années 1950, avec la construction de la passe de Moudjéria et le contournement définitif de Ksar-El-Barka.
Il n'en demeure pas moins que l'apport historique et patrimonial de la cité reste important, comme en témoignent le volume et la qualité de ses manuscrits, les récits concordants et authentifiés du rôle de ses habitants en faveur de la paix et de la défense des causes justes. Il en reste encore, de nos jours, de magnifiques vestiges qui attendent toujours soins et protection.
En août 2015, dans une grande cérémonie organisée par la commune, la cité historique a reçu la première visite d'un Ministre de la Culture de l'État Mauritanien Indépendant, qui a abouti à son classement au patrimoine Historique national, en date du 1er décembre 2015. Un important programme de protection et de sauvegarde de la cité, déjà mis en place par le Gouvernement, y est actuellement en cours d'exécution.